# Железнодорожная линия Минск — Гомель
Железнодорожная линия Минск — Гомель (разг. Осиповичское, Жлобинское, Гомельское направление) — железнодорожная линия от города Минска через Осиповичи, Жлобин и далее до Гомеля. На всём протяжении линия двухпутная, электрифицированная.

## Движение поездов
Пригородное сообщение осуществляется электропоездами экономкласса по маршрутам:
- Минск—Пуховичи
- Минск—Талька
- Минск—Осиповичи
- Минск—Бобруйск
- Минск—Жлобин
- Жлобин — Гомель

Также осуществляется движение электропоездов региональных линий бизнес-класса по маршруту Минск—Осиповичи—Бобруйск—Жлобин—Гомель.